# گمینا بوخاتوو
گمینا بوخاتوو (به لهستانی:  Gmina Bełchatów) یک گمینا در لهستان است که در شهرستان بوخاتوف واقع شده‌است. گمینا بوخاتوو ۱۷۹٫۸۹ کیلومتر مربع مساحت و ۹٬۳۰۶ نفر جمعیت دارد.